# نشان مونچیان
نشان آراکلی مونچیان (ارمنی: Նշան Առաքելի Մունչյան؛ زادهٔ ۲۴ ژوئن ۱۹۶۳) یک بوکسور بازنشسته اهل ارمنستان است. او در مسابقات کشوری و بین‌المللی شامل مسابقات جهانی و اروپایی در مجموع برندهٔ ۴ مدال طلا و ۳ مدال برنز شده‌است.

## زندگی‌نامه
او در سال ۱۹۷۶ شروع به بوکس کرد، با توجه به اینکه در آن زمان ارمنستان جزئی از شوروی سابق بود او ابتدا برای این کشور در مسابقات شرکت می‌کرد. پس از سقوط شوروی در سال ۱۹۹۱ او در مسابقات جهانی سال ۱۳۹۳ با پرچم ارمنستان شرکت کرد و مدال طلا گرفت. او اولین ارمنی بود که از کشور مستقل ارمنستان مدال گرفت.